# 長風級驅逐艦
長風級驅逐艦，是清朝末期海军重建时期向德國採購的一级驱逐舰。不過下水前辛亥革命已爆發，返國服役時已由中華民國繼承接收。本級艦3艘均经历了民国初年军阀混战的动荡时期，其中首舰豫章号（原长风号）在1932年触礁损失。1937年抗日战争爆发初期，剩下两舰建康号（原伏波号）、同安号（原飞云号）均告损失，后由日军修复，并转交给伪政权使用。1944年同春号（原同安号）起义。1945年抗战胜利，建康号重回中国海军序列，1947年从海军退役。

## 设计与概述
清政府在甲午戰爭後重建海軍，並從英國、德國等地採購驅逐艦（魚雷快艦、獵艦），不過重建的艦隊在1900年庚子事变時再度遭到重創，甫購入的4艘海龙级驱逐舰全部被联军夺取。在1909年，清政府派出载洵为首的考察团访问欧洲各国，并向各國訂購大量中小型军舰。在德國考察期間，载洵向希肖造船厂訂購了3艘驅逐艦，首艦在1910年簽約，造价5万7965英镑；1911年追加两艘，共计11万5930英镑。订购时代号分别为第一、二、三号舰。
本级舰排水量390吨，长60.35米、宽6.5米、吃水1.8米。外形上舯部乾舷极低，加上行驶速度快，舰艇前端会激起很大的海浪；为了减少上浪问题，采用了高乾舷、长艏楼的巡洋舰式舰艏设计。这种外形可以有效减少海浪拍打驾驶室的情况，增强高海况下行驶性能；但高艏楼会导致驾驶室视野受限，因此驾驶室前移，紧贴艏楼末端。驾驶室主要部分为装甲司令塔，上方设露天飞桥；司令塔左右稍靠后为两间小舱室；前烟囱紧靠着司令塔；同时为改善驾驶室视野，司令塔前移，尽量紧贴着艏楼末端。动力方面，为两台垂直三胀式蒸汽机，由4座希肖（或译“硕效”）自制的水管锅炉提供蒸汽。设计动力6,500匹指示馬力（4,800千瓦特），最高航速32節（59每小時）；实际海试录得36節（67每小時）。
本舰主炮为两门75毫米炮，分别布置在艏艉。另有4门47毫米机关炮，两门安装在司令塔前面的左右两侧；另两门在后部指挥室两侧。鱼雷武器方面，为两具18英寸（457）鱼雷发射管，弱于同期德制驱逐舰的3发射管配置。其中一具安装在两座烟囱之间；另一具安装在尾部主炮后方。

## 同级舰
| 舰名                          | 建造厂家               | 下水          | 服役          | 结局                                                                 |
| ----------------------------- | ---------------------- | ------------- | ------------- | -------------------------------------------------------------------- |
| 長風 Chang Feng 豫章 Yu Chang | 德国希肖（硕效）造船厂 | 1911年2月23日 | 1912年11月7日 | 1932年1月21日触礁沉没                                                |
| 伏波 Fu Bo 建康 Chien Kang    | 德国希肖（硕效）造船厂 | 1912年7月5日  | 1912年11月7日 | 建康（第一次）：1937年9月25受日军空袭搁浅 建康（第二次）：1947年退役 |
| 飛雲 Fei Yuen 同安 Tung An    | 德国希肖（硕效）造船厂 | 1912年7月5日  | 1912年11月7日 | 同安：1937年12月18日自沉                                             |

## 简历
本级三舰均在清朝末年下订。1912年3舰返国，进入中华民国海军服役。不久三舰均改掉前名，而换上新的名字。在民国初年的动乱中，三舰均未能按原定的设想进行运用，而仅是作为快速的通报舰卷入国内的连年内乱之中。首舰豫章号（原长风号）和三号舰同安号（原飞云号）响应时任海军总长程璧光的号召南下护法，并曾参加对广东军阀龙济光部的作战行动。但两舰随后牵涉入孙中山为首的护法军政府和地方军阀的冲突，最终护法舰队解散，两舰北归。首舰豫章号因故，在北归途中被中央海军拦截捕获。此后豫章号无大事迹，1932年因大雾触礁沉没而损失。
另一边，同安号则顺利到达青岛，先后加入渤海舰队、东北海军。抗日战争初期，同安号自沉青岛。后由日军打捞起来，改造成为炮艇，改名“同春”，交由伪政权海军使用。1944年同春号起义，此后舰历不详。
二号舰建康号（原伏波号）则走上了不同的道路。建康号一直在中央海军辖下服役，國民革命軍北伐期间建康号参加了上海第二次工人武装起义。1937年受日军空袭搁浅而放弃。日军打捞后，改名为“翠”，作为杂役艇服役；再先后落入多个伪政权之手，以“海绥”为名服役。1945年，海绥号重回中国海军，恢复“建康”一名；1947年退役，1948年转为海警船，其后舰历不详。